# Guvernul Ludovic Orban (1)
Guvernul Ludovic Orban (1) a fost cabinetul care a guvernat România începând cu 4 noiembrie 2019, când a fost validat de Parlament și a depus jurământul. A fost un guvern minoritar, condus de președintele Partidului Național Liberal (PNL), Ludovic Orban. Guvernul Orban a fost demis prin moțiune de cenzură pe 5 februarie 2020 cu 261 de voturi „pentru” și 139 de voturi „împotrivă” dintre cele 400 de voturi exprimate. Moțiunea de cenzură depusă împortiva Guvernului a venit în urma procedurii de angajare a răspunderii Guvernului pe un proiect de lege ce prevede alegerea democratică a primarilor cu 50%+1 din totalul voturilor exprimate, cunoscută și ca alegerea primarilor în două tururi de scrutin.
Guvernul demis a fost reînvestit, în aceeași componență, de Parlamentul României, la data de 14 martie 2020, pe fondul răspândirii coronavirozei.

## Componență
Guvernul avea următoarea componență:
| Minister                                                     | Nume              | Partid      | În funcție din   | Până la        |
| ------------------------------------------------------------ | ----------------- | ----------- | ---------------- | -------------- |
| Prim-ministru                                                | Ludovic Orban     | PNL         | 4 noiembrie 2019 | 14 martie 2020 |
| Viceprim-ministru                                            | Raluca Turcan     | PNL         | 4 noiembrie 2019 | 14 martie 2020 |
| Ministrul Educației și Cercetării                            | Monica Anisie     | PNL         | 4 noiembrie 2019 | 14 martie 2020 |
| Ministrul Economiei, Energiei și Mediului de Afaceri         | Virgil Popescu    | PNL         | 4 noiembrie 2019 | 14 martie 2020 |
| Ministrul Afacerilor Externe                                 | Bogdan Aurescu    | Independent | 4 noiembrie 2019 | 14 martie 2020 |
| Ministrul Apărării                                           | Nicolae Ciucă     | Independent | 4 noiembrie 2019 | 14 martie 2020 |
| Ministrul Muncii și Protecției Sociale                       | Violeta Alexandru | PNL         | 4 noiembrie 2019 | 14 martie 2020 |
| Ministrul Lucrărilor Publice, Dezvoltării și Administrației  | Ion Ștefan        | PNL         | 4 noiembrie 2019 | 14 martie 2020 |
| Ministrul Mediului, Apelor și Pădurilor                      | Costel Alexe      | PNL         | 4 noiembrie 2019 | 14 martie 2020 |
| Ministrul Transporturilor, Infrastructurii și Comunicațiilor | Lucian Bode       | PNL         | 4 noiembrie 2019 | 14 martie 2020 |
| Ministrul Finanțelor Publice                                 | Florin Cîțu       | PNL         | 4 noiembrie 2019 | 14 martie 2020 |
| Ministrul Justiției                                          | Cătălin Predoiu   | PNL         | 4 noiembrie 2019 | 14 martie 2020 |
| Ministrul Agriculturii și Dezvoltării Rurale                 | Adrian Oros       | PNL         | 4 noiembrie 2019 | 14 martie 2020 |
| Ministrul Sănătății                                          | Victor Costache   | PNL         | 4 noiembrie 2019 | 14 martie 2020 |
| Ministrul Afacerilor Interne                                 | Marcel Vela       | PNL         | 4 noiembrie 2019 | 14 martie 2020 |
| Ministrul Fondurilor Europene                                | Marcel Boloș      | PNL         | 4 noiembrie 2019 | 14 martie 2020 |
| Ministrul Culturii                                           | Bogdan Gheorghiu  | PNL         | 4 noiembrie 2019 | 14 martie 2020 |
| Ministrul Tineretului și Sportului                           | Ionuț Stroe       | PNL         | 4 noiembrie 2019 | 14 martie 2020 |